# Molophilus (Molophilus) longistylus
Molophilus (Molophilus) longistylus is een tweevleugelige uit de familie steltmuggen (Limoniidae). De soort komt voor in het Palearctisch gebied.